# Phocidae

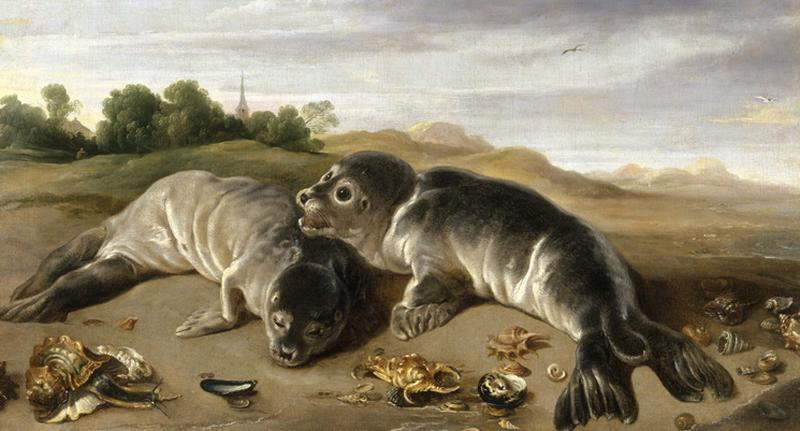
Paul de Vos

Phocidae este o familie de pinipede, ce include focile fără urechi. Focile sunt pinipede carnivore, lipsite de blană și de ureche externă. Sunt cunoscute 19 specii de foci.

## Caracteristici generale
Lungimea corpului focilor variază de la 1,5 m până la 5 m, iar masa acestora este cuprinsă de la 100 kg până la câteva tone. Pielea este lipsită de pilozitate (deși la naștere puii de foci au o blană mătăsoasă, pe care o pierd la creștere), iar urechea externă este absentă. Corpul are o formă fusiformă. Sunt animale total adaptate la mediul acvatic. 

## Genuri
Sunt prezente 13 genuri de Phocidae:
- Cystophora
- Erignathus
- Halichoerus
- Histriophoca
- Hydrurga
- Leptonychotes
- Lobodon
- Mirounga
- Monachus
- Neomonachus[2]
- Ommatophoca
- Pagophilus
- Phoca
- Pusa